# Hohlsee (Michelfeld)
Der Hohlsee ist ein kleiner Waldteich im Gebiet der Gemeinde Michelfeld im baden-württembergischen Landkreis Schwäbisch Hall.

## Lage und Beschreibung
Der Hohlsee liegt naturräumlich gesehen im Unterraum Waldenburger Berge der Schwäbisch-Fränkischen Waldberge am Rande des langen und flachen Waldhochebenensporns Große Ebene im Kieselsandstein (Hassberge-Formation), der vom östlichen Zweig der Waldenburger Berge linksseits des Biberstales aus auf das Wanderheim Lemberghaus zuläuft. Der See liegt auf etwa 478 m ü. NHN am Nordwestrand der Großen Ebene etwa gegenüber dem Michelfelder Weiler Rinnen, der vom Tal des Rinnener Bächles getrennt auf dem nächstoberen Hochebenensporn steht.
Der kleine, wenig länglich-ovale Teich mit einem maximalen Durchmesser von unter 70 Metern und einer Fläche von nur wenig über 0,3 ha ist in Richtung gegen den beginnenden Talhang abgedämmt und entwässert offenbar ohne dauerhaften Abfluss zum Rinnener Bächle hin. Er hat ein unter 0,1 km² großes Einzugsgebiet, die Ufer sind stark verschattet und er neigt zur Verlandung.
Der See ist auf dem örtlichen Messtischblatt von 1930 erkennbar, jedoch nicht – vielleicht nur wegen seiner Kleinheit – auf dem entsprechenden grobmaßstäblicheren Blatt des Topographischen Atlasses des Königreichs Württemberg von 1841.
Man erreicht den Teich, wenn man halben Wegs auf dem Fahrweg vom Rinnenen Sträßle zur Lemberghaus nach rechts auf einen Sandweg abgeht, nach weniger als 200 Metern.
Der Hohlsee und seine weite Umgebung liegen im Naturpark Schwäbisch-Fränkischer Wald.

### LUBW
Amtliche Online-Gewässerkarte mit passendem Ausschnitt und den hier benutzten Layern: Hohlsee und Umgebung

Allgemeiner Einstieg ohne Voreinstellungen und Layer: Daten- und Kartendienst der Landesanstalt für Umwelt Baden-Württemberg (LUBW) (Hinweise)
1. ↑  Höhe nach dem Höhenlinienbild auf dem Hintergrundlayer Topographische Karte.
2. ↑  Seefläche nach dem Layer Stehende Gewässer.
3. ↑  Einzugsgebiet abgemessen auf dem Hintergrundlayer Topographische Karte.
4. ↑  Dimensionen abgemessen auf dem Hintergrundlayer Topographische Karte.
5. ↑  Schutzgebiete nach den einschlägigen Layern, Natur teilweise nach dem Layer Biotop.

### Andere Belege
1. ↑  Wolf-Dieter Sick: Geographische Landesaufnahme: Die naturräumlichen Einheiten auf Blatt 162 Rothenburg o. d. Tauber. Bundesanstalt für Landeskunde, Bad Godesberg 1962. → Online-Karte (PDF; 4,7 MB)
2. ↑  Geologie nach den Layern zu Geologische Karte 1:50.000 auf: Mapserver des Landesamtes für Geologie, Rohstoffe und Bergbau (LGRB) (Hinweise)
3. ↑  Die konsultierten älteren Karten sind:
  - Meßtischblatt 6824 Hall von 1930 in der Deutschen Fotothek
  - Blatt Hall (Nr. XXX in chronologischer, Nr. 11 in Anordnungs-Reihenfolge; 6,4 MByte, PDF) von 1841 des Topographischen Atlasses des Königreichs Württemberg